# Marcos Ana
Fernando Macarro Castillo (Alconada, 20 januari 1920 – Madrid, 24 november 2016), beter bekend onder zijn schrijversnaam Marcos Ana, was een Spaanse dichter. Onder het regime van Francisco Franco in Spanje bracht hij meer dan 22 jaar in de gevangenis door.

## Levensloop
Macarro’s ouders verhuisden van Alconada bij Salamanca naar Alcalá de Henares bij Madrid. Daar sloot hij zich aan bij de Juventudes Socialistas de España, een jeugdorganisatie die kort voor de Spaanse Burgeroorlog de naam Juventudes Socialistas Unificadas aannam en zich verbond met de Communistische Partij van Spanje.
Toen in 1936 de Spaanse Burgeroorlog uitbrak, raakte hij aan de zijde van de republikeinen betrokken bij de eerste schermutselingen in de buurt van Madrid. Toen hij zich wilde aansluiten bij het reguliere leger, werd hij echter geweigerd omdat hij te jong was. Pas in 1938, toen hij 18 was, mocht hij meevechten. Zijn vader was in 1937 tijdens de burgeroorlog omgekomen. Op het eind van de burgeroorlog probeerde Macarro naar het buitenland te ontkomen, maar dat lukte niet. Hij keerde terug naar Madrid, waar hij gearresteerd werd.
Hij werd berecht voor een drietal moorden die in 1936 in Alcalá de Henares waren begaan. In 1941 werd hij daarvoor ter dood veroordeeld, maar in 1942 werd zijn straf omgezet in dertig jaar cel, omdat hij ten tijde van de moorden nog minderjarig was. Anderen waren voor dezelfde moorden inmiddels al ter dood gebracht. Zelf heeft hij steeds ontkend bij de moorden betrokken te zijn geweest. Wegens het opzetten van een handgeschreven illegaal blad, Juventud (‘Jeugd’) vanuit de gevangenis van Madrid werd hij in 1943 nogmaals ter dood veroordeeld, maar die straf werd in 1944 omgezet in nog eens dertig jaar cel.
Tussen 1939 en 1961 zat hij gevangen, het langst in de gevangenis van Burgos. Soms zat hij in totale afzondering, soms werd hij gemarteld. Zijn moeder overleed in 1943, kort na zijn tweede terdoodveroordeling. In 1954 begon hij gedichten te schrijven. Hij koos daarvoor het pseudoniem Marcos Ana, de voornamen van zijn ouders. Zijn gedichten werden uit de gevangenis gesmokkeld en in het buitenland uitgegeven.
In het begin van de jaren zestig voerde Amnesty International een campagne voor zijn vrijlating, die onder andere gesteund werd door Rafael Alberti en Pablo Neruda. Als reactie besloot Spanje alle politieke gevangenen die langer dan twintig jaar vast zaten vrij te laten. Marcos Ana was de enige die van deze regeling profiteerde. Op 17 november 1961 kwam hij vrij. Hij was toen 42 jaar oud.
Hij vestigde zich in Frankrijk, waar hij het Centro de Información y Solidaridad con España (CISE, ‘Centrum voor Informatie en Solidariteit met Spanje’) oprichtte. Erevoorzitter was Pablo Picasso. Ook Yves Montand, Michel Piccoli en Jean Paul Sartre waren bij de organisatie betrokken. Namens zijn organisatie reisde Marcos Ana regelmatig door Europa en Zuid-Amerika. In Chili sloot hij vriendschap met Pablo Neruda. Hij was enkele jaren getrouwd met Vida Sender, met wie hij een zoon Marquitos had.
In 1976, een jaar na de dood van Franco, mocht hij naar Spanje terugkeren. Hij werd daar actief in de communistische partij en stelde zich in 1977 verkiesbaar in de provincie Burgos, maar werd niet gekozen.
In 2007 publiceerde hij een autobiografie, Decidme cómo es un árbol. Memoria de la prisión y la vida (‘Vertel mij hoe een boom eruitziet. Herinneringen aan de gevangenis en het leven’). In 2013 kwam hij nog eens op zijn leven terug met Vale la pena luchar (‘Waard om voor te vechten’). Hij overleed in 2016 op 96-jarige leeftijd.
Werk van hem is vertaald in het Frans, Portugees en Italiaans, sommige gedichten ook in het Nederlands en het Engels. Pedro Almodóvar bezit de filmrechten voor de autobiografie van Marcos Ana, maar van een film is het nog niet gekomen.

## Werken
- Poemas desde la cárcel (‘Gedichten vanuit de gevangenis’), 1960 (gedrukt in Mexico en Brazilië)
- España a tres voces (‘Spanje driestemmig’), 1963 (gepubliceerd in Argentinië)
- Las soledades del muro (‘De eenzaamheden van de muur’), 1977
- Decidme cómo es un árbol. Memoria de la prisión y la vida (‘Vertel mij hoe een boom eruitziet. Herinneringen aan de gevangenis en het leven’), 2007
- Vale la pena luchar (‘Waard om voor te vechten’), 2013

In 1964 verscheen bij Van Ditmar in Amsterdam: Agustín Ibarrola, Tekeningen uit de gevangenis van Burgos met gedichten van Marcos Ana en Vidal de Nicolás. Daarin zijn vijftien gedichten van Marcos Ana en vijf van Vidal de Nicolás opgenomen, in het Spaans en in Nederlandse vertaling. Acht van de twintig vertalingen waren van de hand van Hendrik de Vries. Vidal de Nicolás (1922-2016) was ook een politieke gevangene wiens gedichten uit de gevangenis werden gesmokkeld. Hij overleed één maand voor Marcos Ana.